# Foot in Mouth
Foot in Mouth —en español: Pie en boca— es un EP en vivo de la banda de punk rock estadounidense Green Day, lanzado en Japón en abril de 1997. Las canciones fueron grabadas en distintas fechas durante las giras de Dookie e Insomniac.

## Lista de canciones
Todas las canciones escritas y compuestas por Billie Joe Armstrong. 
| N.º   | Título                   | Grabación                                                       | Duración |  |
| 1.    | «Going to Pasalacqua»    | 2 de septiembre de 1995 en Johanneshaov, Estocolmo, Suecia      | 3:52     |  |
| 2.    | «Welcome to Paradise»    | 11 de marzo de 1994 en Jannus Landing, San Petersburgo, Florida | 3:41     |  |
| 3.    | «Geek Stink Breath»      | 2 de septiembre de 1995 en Johanneshaov, Estocolmo, Suecia      | 2:17     |  |
| 4.    | «One of My Lies»         | 11 de marzo de 1994 en Jannus Landing, San Petersburgo, Florida | 2:21     |  |
| 5.    | «Stuck with Me»          | 2 de septiembre de 1995 en Johanneshaov, Estocolmo, Suecia      | 2:31     |  |
| 6.    | «Chump»                  | 11 de marzo de 1994 en Jannus Landing, San Petersburgo, Florida | 2:33     |  |
| 7.    | «Longview»               | 11 de marzo de 1994 en Jannus Landing, San Petersburgo, Florida | 3:34     |  |
| 8.    | «2,000 Light Years Away» | 11 de marzo de 1994 en Jannus Landing, San Petersburgo, Florida | 2:36     |  |
| 9.    | «When I Come Around»     | 27 de enero de 1996 en Harumi Arena, Tokio, Japón               | 2:42     |  |
| 10.   | «Burnout»                | 11 de marzo de 1994 en Jannus Landing, San Petersburgo, Florida | 2:24     |  |
| 11.   | «F.O.D.»                 | 26 de marzo de 1996 en Sporthalle, Praga, República Checa       | 2:25     |  |
| 30:51 |                          |                                                                 |          |  |